# Gaskindé (Koutougou)
Pour les articles homonymes, voir Gaskindé.
Gaskindé est une commune située dans le département de Koutougou, dans la province du Soum, région du Sahel, au Burkina Faso.

## Attaque terroriste de Gaskindé
Le 26 septembre 2022, un convoi de ravitaillement sous escorte militaire en partance pour Djibo est tombé dans une embuscade terroriste à Gaskindé. Le bilan officiel fait état de 11 militaires tués et plusieurs civils portés disparus. D'autres sources évoquent une centaine de civils tués. Cette attaque est considérée comme l'une des plus meurtrières que le Burkina Faso a connu depuis le début de la crise sécuritaire,. 